# BCAS4
BCAS4 (англ. Breast carcinoma amplified sequence 4) – білок, який кодується однойменним геном, розташованим у людей на довгому плечі 20-ї хромосоми. Довжина поліпептидного ланцюга білка становить 211 амінокислот, а молекулярна маса — 22 758.
| 10         |  | 20         |  | 30         |  | 40         |  | 50         |
| ---------- |  | ---------- |  | ---------- |  | ---------- |  | ---------- |
| MQRTGGGAPR |  | PGRNHGLPGS |  | LRQPDPVALL |  | MLLVDADQPE |  | PMRSGARELA |
| LFLTPEPGAE |  | AKEVEETIEG |  | MLLRLEEFCS |  | LADLIRSDTS |  | QILEENIPVL |
| KAKLTEMRGI |  | YAKVDRLEAF |  | VKMVGHHVAF |  | LEADVLQAER |  | DHGAFPQALR |
| RWLGSAGLPS |  | FRNVECSGTI |  | PARCNLRLPG |  | SSDSPASASQ |  | VAGITEVTCT |
| GARDVRAAHT |  | V          |  |            |  |            |  |            |

A: Аланін

C: Цистеїн

D: Аспарагінова кислота

E: Глутамінова кислота

F: Фенілаланін

G: Гліцин

H: Гістидин

I: Ізолейцин

K: Лізин

L: Лейцин

M: Метіонін

N: Аспарагін

P: Пролін

Q: Глутамін

R: Аргінін

S: Серин

T: Треонін

V: Валін

W: Триптофан

Задіяний у такому біологічному процесі, як альтернативний сплайсинг. 
Локалізований у цитоплазмі.